# Palafrén

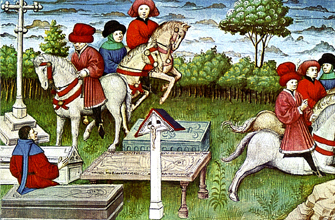
pintura medieval sobre monta de caballos

El palafrén era un tipo de caballo muy apreciado en la Edad Media . Se trataba de un caballo de peso ligero, generalmente de paso suave, adecuado para montar largas distancias; un tipo de caballo, de gran valor, utilizado como caballo de silla, a diferencia de diestros o del caballo de guerra . Los palafrenes no pertenecían a una raza específica, en el sentido que hoy se entiende el «concepto raza ». Según la Real Academia Española se trataba de un caballo manso en el que solían montar las damas (hecho no concluyente), y muchas veces los reyes y príncipes para hacer sus entradas solemnes en las ciudades: «...amparar doncellas, de aquellas que andaban con sus azores y palafrenes, y con toda su virginidad a cuestas, de monte en monte y de valle en valle...» (Cervantes).
También es el caballo en el que iba montado el criado o lacayo, que acompañaba a su amo cuando iba a caballo y palafrenero, criado que llevaba del freno el caballo: ¿quién se figurará...el séquito de padrinos y escuderos, pajes y palafraneros de cada bando? (Jovellanos).

Del palafrén se derriba
No porque al moro conoce,
Sino por ver que la hierba
Tanta sangre paga en flores
Góngora

## Etimología
- El sustantivo masculino palafrén viene del latín tardío, paraveredus "caballo viajero", Correctamente "caballo de refuerzo", que significa caballo de puesta o caballo de correo. Atestado por Código Teodosiano, se podría haber formado al norte de los Balcanes, una región de contacto entre el latín y el griego habría dado * palavredu por disimilación (rr → lr) y enmudecimiento del 2.º pretónica interno (ver → vr) ; entonces * palavredu habría dado * parafridus en latín medieval, atestado el
- La palabra palafrén proviene del mismo étimo que el alemán Pferd "caballo", término genérico. Se dice un palafrén en esta lengua Zelter, que significa literalmente "amblador" y proviene, como el nórdico antiguo (cf. islandés Toltén ), del protogermànic .[6]
- Según el DRAE, el término castellano "palafrén" derivaría del catalán "palafrén".[7]

## Cría
El término "palafrén", en general, se refiere a un caballo de prestigio muy caro que se utilizaba para el ocio y cabalgatas o festivales hípicos durante la Edad Media, su precio equivalía a veces al del caballo diestros. Era popular entre los nobles, para actividades como la Caza de montería y ceremonias.

## Edad Media

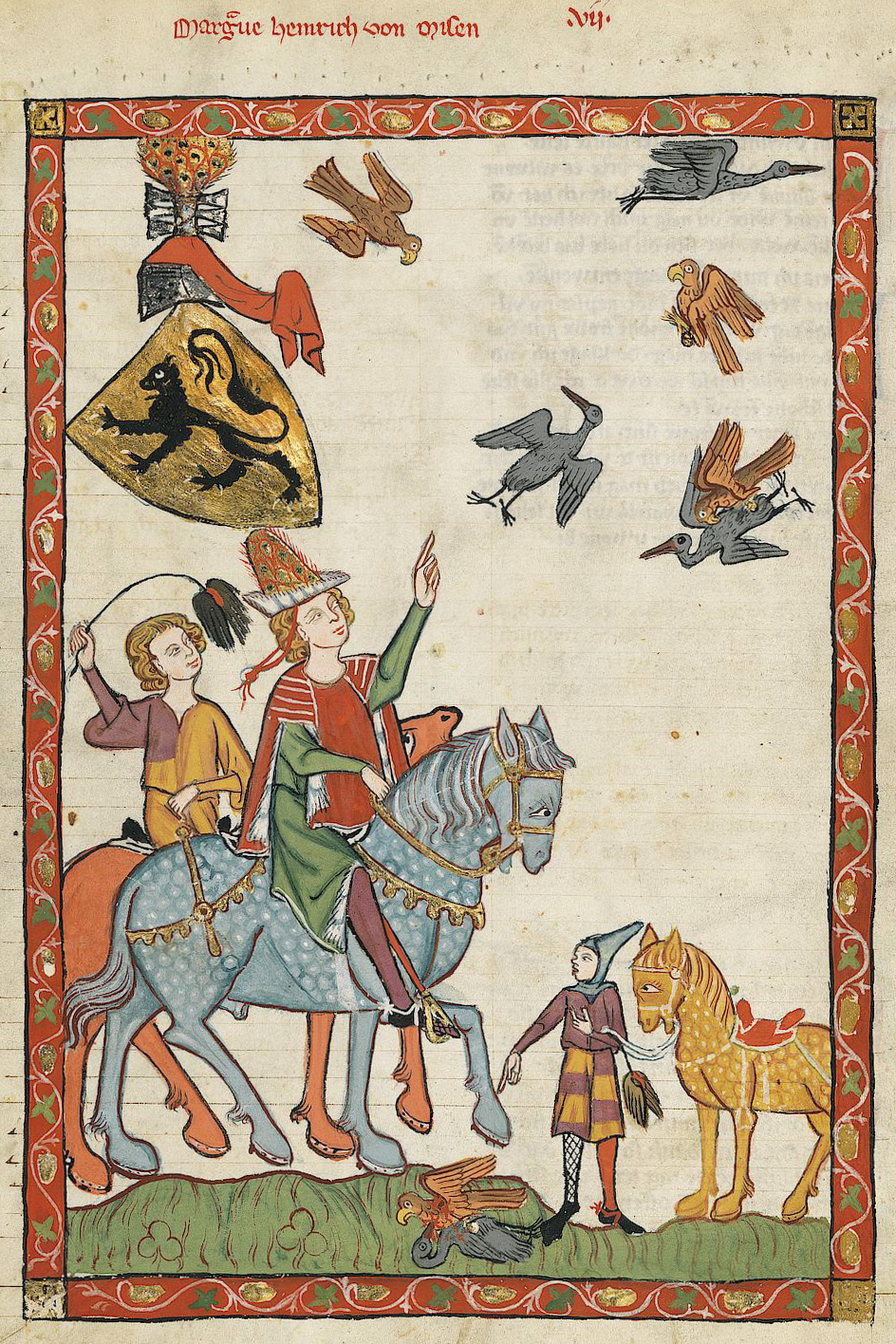
Imagen de caza con caballo y halcones

Artículo principal: Caballos en la Edad Media
Los nobles se dedicaban a la caza por placer y a menudo lo hacían montados en caballos. La cetrería era una de las modalidades más frecuentes. Los palafrenes o caballos de silla eran los animales seleccionados para la caza. Eran animales de menor calidad que los caballos de guerra y se caracterizaban por la rapidez y la longevidad. Aunque menos habituales, también se celebraban carreras de caballos o cabalgatas por placer entre los nobles y en este caso solían elegirse los corceles. Estas competiciones tenían el fin de impresionar al público con la destreza del jinete y la riqueza de los propietarios, por lo que los animales iban lujosamente adornadas y llevaban bien visibles los emblemas heráldicos. Hacia el siglo XIV se generalizó el uso del bocado para frenar los caballos y dirigirlos mejor en estas exhibiciones. En los paseos por el bosque y la caza las mujeres acompañaban sus pretendientes o parientes. Ellas solían montar de lado, para no dañar el traje y porque la postura con las piernas abiertas se consideraba poco decorosa. De ahí usaban sillas especiales y sus desplazamientos eran más cortos. Los escuderos ponían escalones o taburetes para ayudarlas a subir y bajar y combinaban la cabalgata con el paseo en camilla o carro.
Los monjes tenían fama de ser buenos criadores de caballos, sobre todo los de la Orden de la Cartuja, que en la Edad Media tardía conservaban por escrito el apellido de muchos caballos para asegurar su calidad a los compradores nobles. Estos documentos han permitido trazar la genealogía y modificaciones conscientes introducidas a los caballos para hacerlos más fuertes y rápidos. Antes no se consignaban los cruces de forma sistemática pero sí existían tradiciones orales, especialmente entre los árabes. Dentro de los seglares, cabe destacar el condestable, el encargado de las caballerías de un noble, que era quien trataba con los criadores y organizaba los veterinarios, los siervos de los establos, los escuderos y otras personas relacionadas con el cuidado de los caballos. Igualmente pactaba con otros Condestables la organización de torneos y justas. A determinados lugares el nombre dio lugar a un rango militar, como la Corona de Aragón, donde era el jefe del ejército del rey.

## Aires
La característica más importante de un palafrén es su capacidad para la ambladura en lugar de trotar. La ambladura es una marcha de dos tiempos donde el caballo mueve la extremidad anterior y la extremidad posterior al mismo lado al mismo tiempo, más lento que el galope. El trote es una marcha relativamente rápida de dos tiempos que cubre mucho terreno. Aun así, el ritmo no es cómodo. La ambladura es tan rápida como el trote, poco cansando para un caballo que la realiza de forma natural y mucho más cómoda para el jinete. Por lo tanto, para el transporte terrestre a la Edad Media , un caballo capaz de divagar a largas distancias era muy demandado.
Poco a poco, los ambladors fueron sustituidos por trotadores y, por tanto, son raros en Europa . La primera razón es que el viaje en carruaje se ha vuelto más común y las razas de caballos de trote son generalmente más grandes y fuertes, más aptos para engancharse. Otra razón es la moda de los caballos pura sangre y otras razas, exigida por la caballería del ejército, que exigía caballos capaces de galopar durante largos períodos de tiempo.
Caballos muy aptos para la ambladura se crían principalmente en las Américas, como el Missouri Fox Trotter, el Tennessee Walker, el caballo islandés y un subgrupo de la raza American Saddlebred . El Paso Fino y el Paso peruano de América Latina son capaces de realizar dos o tres ambladura diferentes con velocidad variable y son probablemente los descendientes modernos más cercanos del palafrén.
Los únicos ambladors europeos actuales, y probablemente con los orígenes más antiguos, son los ponis de Creta y alta Elide (o apenas), que miden de 1,35 1,45 de media. Un friso fechado en 2000 a. C. en Creta y una cuadriga en Olimpia describen caballos muy similares.

## Documentos

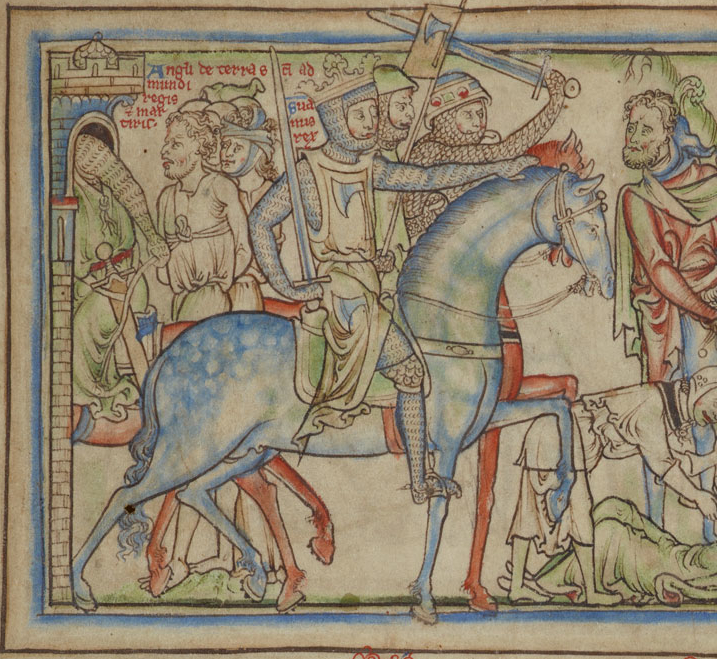
Eduardo el Confesor sobre un caballo tordo amblador. Probablemente un palafrén.

Una muestra de referencias concretas, ordenadas cronológicamente, debería permitir una mejor comprensión del tema, del significado del término y del alcance real de su uso.
- 1130-1150. Canción de Roldán .[10][11]

- 1160. - Guillem de Berguedà :[12]

    D'aqestz n'i a tals tres
      c'ablor moillers ai jon,
      et abeurat cen vetz
      mon caval a lor fon,
      e passatz a lor pon
      amdos mos palafres,
      q'am mais que Agremon.
- Circa 1200. Cantar de mio Cid .[13][14]

- 1200? Canto de gesta "Las Enfances Vivien".[15]

- 1249.. Lleuda de Colliure .
  - Esta lezda (una normativa escrita de las tasas a pagar por cada mercancía que se descargaba en el puerto) indicaba las cantidades correspondientes a los animales de pie redondo: "...; un caballo paga 20 sueldos; un palafrén paga 7 sueldos; rocín paga 5 sueldos; mulo o mula paga 2 sueldos. . . . " [16]

- Alberto Magno, en su obra De Animalibus, escribió sobre 4 tipos de caballos:[17][18]
  - dextrarius
  - pallefridus
  - currilis
  - roncinus

- 1259. El testamento de Bernat de Berga, obispo de Elna, habla de un palafrén de pelaje "Baig".[19]

- 1.260. - Uguçon da Laodho :[20][21]

destrier ni palafren cum soaf ambladura,
      né norbia vestimenta, né rica flibadhura,
      palasio ni tor, ni negun’ armadhura.
      Mai ben devria la çente aver molt grand paura
      de la morte crudhel, negra, pessima e scura,
- 1283 a 1284. En el documento "Cuentas de Navarre" (en francés y correspondiente a la guerra de Navarra) hay numerosos "palefroy" en inventarios de caballos.[22]

- 1344. "... in stabuli priori j pallefridus, j summarius ..." (... en el establo del prior un palafrén y un caballo de basto. . . )[23]

- 1383, marzo, 30. Zaragoza. Salvoconducto a Luchino Scarampi, que en Aviñón con diez caballos palafrenes, corceles o caballos, oro, plata, joyas, maletas, servidores, etc.

- 1533. "... caualgando en este palafrén de mí escudero." "Los quatro libros de Amadis de Gaula". [24]

- 1586. "... vieron ligada un palafrén, y junto a el sentada la doncella que venían a buscar. . . " .[25]

- 1678.[26]